# 神社のススメ
『神社のススメ　～ボクと巫女と神職と～』（じんじゃのススメ ボクとみことしんしょくと）は、田中ユキによる漫画。『月刊アフタヌーン』（講談社）において、2004年6月号から2006年8月号まで連載された。単行本は全4巻。

## 概要
神職の資格を得るべく、神社で働くことになった青年が不思議な魅力を持つバイトの巫女の女子高生に恋をする、神社を舞台にしたラブコメ漫画。普通の日常生活の描写に徹し、よくある巫女萌え漫画（巫女 (サブカルチャー) を参照）のようなサイキックパワーや悪霊退治のようなSF要素は一切ない。作者が神社に勤めていたこともあり、外からではわからない「神社」という職場の厳しい現実と、巫女たちに囲まれた楽しい（?）生活がリアルに描かれている。ただし、権禰宜と巫女長が茶髪だったり、権宮司が宮司に喧嘩を売ったり、神職が巫女の前でおどおどするなど、現実ではありえない描写もされている。

## 登場人物
里見 信二郎（さとみ しんじろう）
大神社の宮司の次男。初登場時、24歳。母の実家は宮内庁勤務。舞が得意で、國學院大學卒業後は雅楽会に入るつもりでいたが、神職にさせたがった祖父と母に阻まれて果たせず、舞の講師をしていた。跡継ぎの兄が失踪したため、どうしても実家の神社を継がなければならなくなり、神職になるために観光地でもある神下神社に出仕として奉職することになった。ちなみに、過去に付き合った3人の女性はいずれも女子高生である。
真鍋 千穂（まなべ ちほ）
信二郎が一目惚れしたバイトの巫女。初登場時は高校1年生。占いや手相見の達人で、人の顔を見ると相手の心までわかる超能力を持つ。皆には内緒にしているが、実は寺の住職の一人娘で、寺での人生相談やホームページの作成を担当している。
奥村（おくむら）
宮司。出張が多く、神社の運営は権宮司に任せっきり。息子は別の神社に奉職中。
新田（にった）
権宮司。信二郎の父の友人。神社経営をビジネスと割り切って辣腕を振るい、営業活動に力を入れている。娘を大神社の跡取りに嫁がせるのが夢。
菅野（かんの）
禰宜。婿養子で妻に頭が上がらず、スナックのホステスに入れあげている。
俵（たわら）
権禰宜。初登場時は39歳。神社と狛犬の大ファン。地鎮祭で出会った妻と共働き。
気仙沼（けせんぬま）
権禰宜。初登場時は29歳。大神社の一人息子。ミュージシャンを目指していたこともあって、雅楽の演奏の達人で篳篥を得意とする。巫女長に手を出した咎で田舎の神社に左遷されていたが、才能を惜しむ権宮司の尽力で1年ぶりに復職する。
秋本 美加（あきもと みか）
巫女長。初登場時、23歳。他の巫女を束ね、蘭陵王の舞を得意とする有能な巫女だが、元ヤンキーで、茶髪を止めようとせず、ニコチン中毒者である。気仙沼と微妙な仲。
新田 了子（にった りょうこ）
権宮司の娘。巫女。後に、神職の資格を得る勉強をするため、多忙な巫女を辞して事務員に転属する。信二郎の兄と縁談を進めていたが、相手の失踪で破談した過去がある。信二郎に想いを寄せている。
美園 香（みその かおり）
巫女。初登場時は20歳。普段は無表情だが、食べ物が絡むと凶暴振りを発揮する。小悪魔的な暗躍で神職を窮地に陥らせることもある。氏子青年会の事を氏子中年会と呼ぶ。理由は「どうせ30歳以下のは一人だけ。」とのこと。
喜多川 さおり（きたがわ さおり）
了子の後釜として入社した新人の巫女。恋人への恋心に依存するタイプで、権宮司を密かに狙っている。香より2歳年下。
大川（おおかわ）
印刷業者。神下神社の氏子青年会員。清純な巫女たちのファンで、信二郎を巫女に手を出そうとしている不埒な男だと考え、敵視している。
坂下（さかした）
酒屋。神下神社の氏子青年会員。大川と同じく、信二郎を不純な助平男だと見て敵視している。
向田 昌造（むこうだ しょうぞう）
千穂の実家の寺の僧侶。法名は昌純（しょうじゅん）。信二郎より1歳年下。親同士が決めた千穂の許婚で、千穂がバイト先の男と淫行しているのではとの疑惑に駆られ、苦悩している。カルチャースクールの講師や和食器店の経営で生計を立てている。
ロバート・デイビス
信二郎が一時期通った英会話スクールの講師。伯父はカトリックの神父。
里見 慶一郎（さとみ けいいちろう）
信二郎の兄。実家の神社の跡取りとして平原神宮に奉職し、了子との縁談を進めていたが、突如実家の金700万円を持ち逃げして失踪した。その真相は後に明らかになる。

## 書誌情報
- 田中ユキ 『神社のススメ』 講談社〈アフタヌーンKC〉、全4巻
  1. 2004年12月21日初版発行、ISBN 978-4-06-314366-9
  2. 2005年7月22日初版発行、ISBN 978-4-06-314385-0
  3. 2006年2月23日初版発行、ISBN 978-4-06-314405-5
  4. 2006年7月21日初版発行、ISBN 978-4-06-314419-2